# 츠칸구

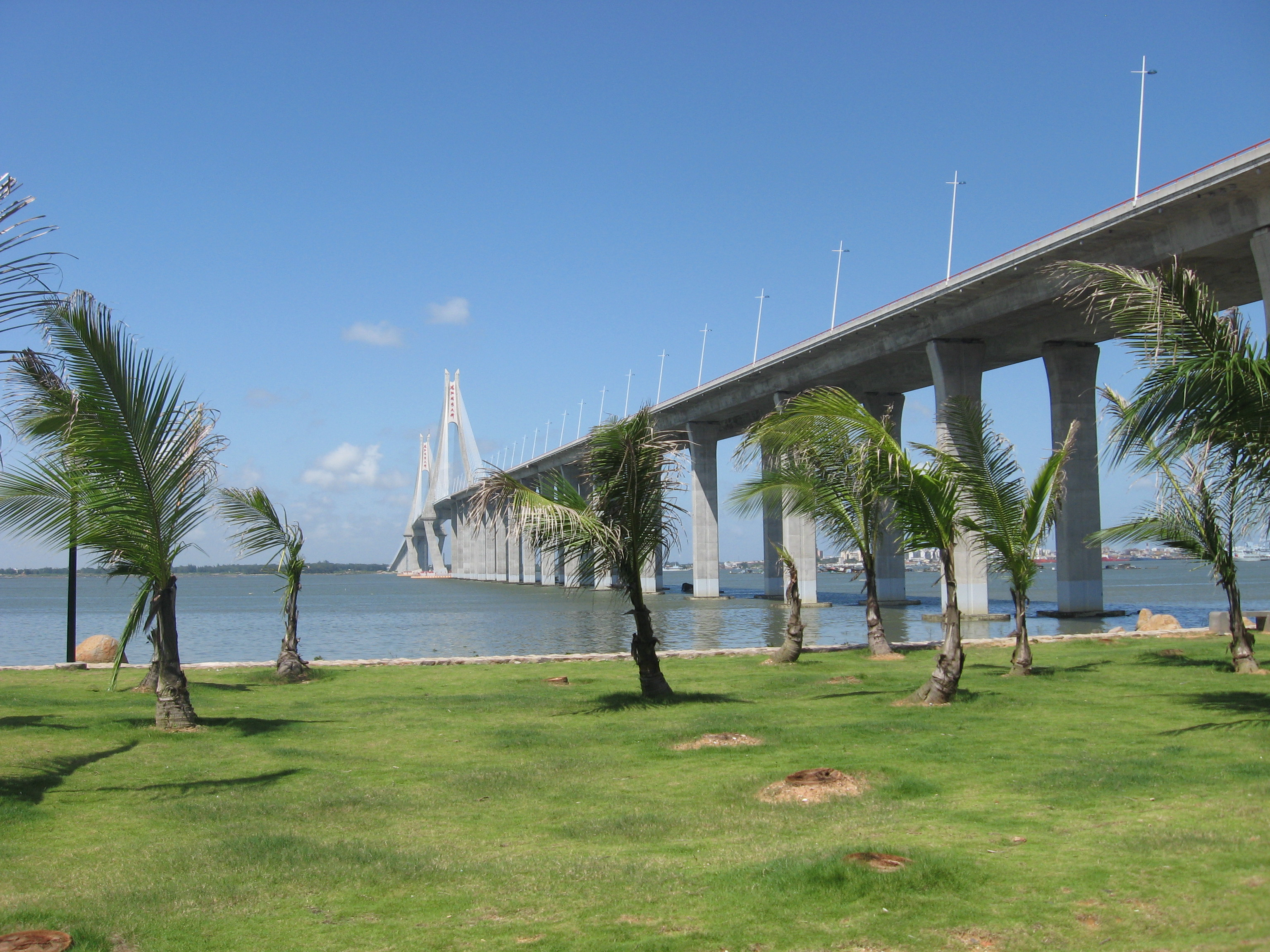

츠칸구(한국어: 적감구, 중국어: 赤坎区, 병음: Chìkǎn Qū)는 중화인민공화국 광둥성 잔장 시의 현급 행정구역이다. 넓이는 79km2이고, 인구는 2007년 기준으로 230,000명이다.

## 행정 구역
8개 가도를 관할한다.
- 가도: 中华街道, 寸金街道, 民主街道, 中山街道, 沙湾街道, 调顺街道, 南桥街道, 北桥街道.